# عادل خليفة
عادل صبحي مصطفى خليفة (أبو طارق)، ولد عام 1946م في مدينة يافا المحتلة، هو رئيس ديوان الفتوى والتشريع الفلسطيني بالإنابة في حكومة غزة.
عمل في سلك المحاماة عام 1978م شغل منصب نائب رئيس المجلس الأعلى للقضاءعام 2008م بعد أحداث الحسم العسكري في حزيران 2007م، وتقلد رئاسة المجلس الأعلى للقضاء في تاريخ 1/10/2012. إلى أن تم انابته لرئاسة ديوان الفتوى والتشريع الفلسطين عام 2014م.